# Депортес Копиапо
Депортес Копиапо (на испански: Deportes Copiapó), е чилийски професионален футболен отбор от Копиапо, столицата на регион Атакама. Основан е на 9 март 1999 г. след разформироването на другия по-голям местен отбор – Рехионал Атакама. Депортес Копиапо е основан като спортно дружество с ограничена отговорност, първото по рода си в страната. Играе в чилийската втора дивизия. Няма сезони в Примера Дивисион, а най-големият успех е титлата в първенството на трета дивизия през 2002 г.

## Успехи
- Сегунда Дивисион:
  - Шампион (1): 2012
- Терсера Дивисион:
  - Шампион (1): 2002
  - Шампион (2): 2000, 2002

## Рекорди
- Най-голяма победа:
  - в Примера Б: 6:1 срещу Унион Ла Калера, 2004 г.
  - във всички турнири: 9:0 срещу Мунисипал Лас Кондес, 1999 г.
- Най-голяма загуба:
  - в Примера Б: 6:0 срещу Унион Сан Фелипе, 2014 г.
  - във всички турнири: 7:0 срещу Сан Луис де Кийота